# Philadelphia Savings Fund Society
Philadelphia Savings Fund Society (PSFS, Филадельфия сейвингс фанд сосайети) — первый сберегательный банк в США. Основан 20 декабря 1816 года в Филадельфии, штат Пенсильвания. В 1986 году сменил наименование на «Meritor Savings Bank», в 1992 году банк был продан «Mellon Financial Corporation».

## Небоскрёб PSFS
Здание, ранее принадлежавшее банку, расположено на Маркет-стрит. Образец архитектуры т. н. «международного стиля» (модерн). Построено архитектором швейцарского происхождения Уильямом Лескейзом в сотрудничестве с Джорджем Хау в 1931—1932 годах. Считается одним из лучших небоскрёбов, построенных до Второй мировой войны, имеет статус национального исторического памятника с 1976 года.
В 1997 году здание было приобретено корпорацией «Loews Corporation», в 2000 году в здании разместилась гостиница «Loews Philadelphia Hotel». Надпись «PSFS» была сохранена как элемент архитектурного памятника. Высота здания 150 м (492 фута), 36 этажей. До постройки в 2004 году небоскрёба The St. James (высота 152 м) было самым высоким зданием в Филадельфии, а по состоянию на 2014 год занимает 22-е место в списке самых высоких зданий штата Пенсильвания.